# Университет Гомы
Университет Гомы (фр. Université de Goma), в обиходе обозначаемый аббревиатурой УНИГОМ (UNIGOM) - государственный университет, расположенный в городе Гома, в провинции Северное Киву на востоке Демократической Республики Конго.
UNIGOM был основан в 1993 году как Университетский центр Северного Киву и позже, в 2005 году, получил статус университета. Обучение производится преимущественно на французском языке.
Миссия — обеспечение качественного образования, проведение исследований и служение обществу. 
Ректором университета является Мухиндо Муганда.

## История
УНИГОМ был основан 17 июня 1993 года как Университетский центр Северного Киву правительством Заира под руководством президента Мобуту Сесе Секо на основании министерского решения № ESU/CABMIN/066/93 и в 1996 году стал Центром расширения университета в Гоме (CUEG).
Его основной задачей было распространять правительственные инициативы и инициировать научные инициативы в провинции Северное Киву.
Первоначально UNIGOM находился под руководством Университета Кисангани и приступил к выполнению своих конкретных задач, включая приобретение помещений для административных и академических функций, а также подбор подходящих кадров.
15 октября 2005 года, после нескольких этапов развития и расширения, учебное заведение получило статус университета на основании министерского указа № 055/MINESU/CABMIN/RS/2005. Этот преобразующий указ ознаменовал создание Университета Гомы, что подчеркнуло его автономию и повысило его роль в системе высшего образования по всей стране.
04 марта 2024 года при УНИГОМе был создан Центр передового опыта в области науки и технологий.

## Кампусы
В Унигоме есть три кампуса, также расположенных в Гоме.
- Центральный кампус расположен на территории бывшей школы-интерната Института Гомы.
- Кампус дю Лак расположен рядом с отелем Cap Kivu.
- Больничный кампус находится в зданиях больницы общего профиля в Гоме.

## Факультеты
УНИГОМ предлагает обучение на следующих факультетах: 
- Медицинский факультет
  - Клиническая медицина
  - Медицина общего профиля
  - Биомедицинская лаборатория
- Факультет науки и технологий
  - Геологоразведка и добыча полезных ископаемых
  - Гидрогеология
  - Сохранение и рациональное использование возобновляемых природных ресурсов
  - Окружающая среда и охрана природы
  - Математика-информатика
  - Геотермальная энергия.
- Юридический факультет
- Факультет сельскохозяйственных наук
- Факультет административных и политико-социальных наук
- Факультет экономики и менеджмента
- Факультет психологии и педагогических наук
- Школа общественного здравоохранения